# لیونل دانسترویل
سرلشکر لیونل چارلز دانسترویل (به انگلیسی:Lionel Charles Dunsterville؛ ۹ نوامبر ۱۸۶۵–۱۸ مارس ۱۹۴۶) یک ژنرال بریتانیایی و فرمانده نیروی دانستر (Dunsterforce) بود.او این نیروی زبده نظامی بریتانیایی را در سراسر عراق و ایران به سمت قفقاز رهبری کرد و از طریق بندر انزلی به سوی باکو رفت تا از چاه‌های نفت قفقاز در مقابل ارتش امپراتوری عثمانی حفاظت نماید.